# Episodi di American Crime Story (terza stagione)
La terza stagione della serie televisiva American Crime Story, intitolata Impeachment e composta da dieci episodi, è stata trasmessa in prima visione negli Stati Uniti d'America sul canale via cavo FX dal 7 settembre al 9 novembre 2021.
In Italia la stagione è andata in onda in prima visione sul canale satellitare Fox dal 19 ottobre al 14 dicembre 2021.
Il cast principale di questa stagione è composto da: Sarah Paulson, Beanie Feldstein, Annaleigh Ashford, Margo Martindale, Edie Falco e Clive Owen.
| nº | Titolo originale                     | Titolo italiano                    | Prima TV USA      | Prima TV Italia  |
| -- | ------------------------------------ | ---------------------------------- | ----------------- | ---------------- |
| 1  | Exiles                               | La trappola                        | 7 settembre 2021  | 19 ottobre 2021  |
| 2  | The President Kissed Me              | Il presidente mi ha baciata        | 14 settembre 2021 | 19 ottobre 2021  |
| 3  | Not to Be Believed                   | Rivelazioni                        | 21 settembre 2021 | 26 ottobre 2021  |
| 4  | The Telephone Hour                   | Al telefono                        | 28 settembre 2021 | 2 novembre 2021  |
| 5  | Do You Hear What I Hear?             | L'ora della verità                 | 5 ottobre 2021    | 9 novembre 2021  |
| 6  | Man Handled                          | Atto di forza                      | 12 ottobre 2021   | 16 novembre 2021 |
| 7  | The Assassination of Monica Lewinsky | La diffamazione di Monica Lewinsky | 19 ottobre 2021   | 23 novembre 2021 |
| 8  | Stand By Your Man                    | Resta accanto al tuo uomo          | 26 ottobre 2021   | 30 novembre 2021 |
| 9  | The Grand Jury                       | Il gran giurì                      | 2 novembre 2021   | 7 dicembre 2021  |
| 10 | The Wilderness                       | La resa dei conti                  | 9 novembre 2021   | 14 dicembre 2021 |

## La trappola
- Titolo originale: Exiles
- Diretto da: Ryan Murphy
- Scritto da: Sarah Burgess

### Trama
Nel gennaio 1998, Monica Lewinsky riceve un invito per incontrare Linda Tripp. Tuttavia, si scopre che si tratta di una trappola organizzata sia da Linda che dall'FBI, che mettono all'angolo Monica e la portano in una suite d'albergo. Anni prima, nel 1993, Tripp incontra l'agente letterario Lucianne Goldberg per parlare della sua intenzione di scrivere un libro scandalo su Vince Foster che si è recentemente suicidato; inoltre, un suo tentativo di ottenere un lavoro permanente alla Casa Bianca finisce con il farla trasferire al Pentagono. Nel frattempo, Paula Jones porta avanti una causa contro Bill Clinton per molestie sessuali e chiede che si scusi per le sue avances indesiderate. Invece, i suoi avvocati le dicono che avrebbe dovuto citare in giudizio Clinton, e che una causa per molestie sessuali è stata intentata presso la corte federale. Nel 1996, Tripp incontra Lewinsky, che è stata trasferita dalla Casa Bianca al Pentagono, e scopre da quest'ultima che ha una relazione con qualcuno di importante alla Casa Bianca: i due continuano la loro relazione durante una telefonata a tarda notte.
- Guest star: Colin Hanks (Mike Emmick), Cobie Smulders (Ann Coulter), Taran Killam (Steve Jones), Elizabeth Reaser (Kathleen Willey), Kevin Pollak (Bernie Nussbaum), George H. Xanthis (George Stephanopoulos).
- Ascolti USA: telespettatori 916 000 – rating 18-49 anni 0,24%[3]

## Il presidente mi ha baciata
- Titolo originale: The President Kissed Me
- Diretto da: Michael Uppendahl
- Scritto da: Sarah Burgess

### Trama
Nel novembre 1995, Lewinsky è diventata stagista alla Casa Bianca e apprende che a causa della chiusura del governo, tutti gli stagisti si assumeranno maggiori responsabilità a causa della riduzione dello staff; a causa di ciò inizia i suoi appuntamenti segreti con il presidente che diventano pian piano più intimi dopo aver confessato il suo amore per lui. Un anno dopo, Lewinsky inizia a confidarsi con Linda, soprattutto quando rivela che il suo "fidanzato" non è stato in contatto con lei, e alla fine, dopo la rielezione di Clinton, Lewinsky rivela a Linda della sua relazione con il presidente, dicendole che se avesse vinto di nuovo le elezioni l’avrebbe di nuovo trasferita alla Casa Bianca. Il caso di Paula attrae la femminista Susan McMillian che promette di assisterla nel suo caso, mentre nel 1997, un giornalista visita Linda al Pentagono per confermare la storia di Kathleen Willey sulle avances indesiderate del Presidente verso di lei, ma Linda fa capire al giornalista che c'è una storia più grande di quella di Willey.
- Guest star: Mira Sorvino (Marcia Lewis), Cobie Smulders (Ann Coulter), Taran Killam (Steve Jones), Rae Dawn Chong (Betty Currie), Sarah Catherine Hook (Catherine Allday Davis), Danny Jacobs (Michael Isikoff), George Salazar (George Conway), Judith Light (Susan Carpenter-McMillan).
- Ascolti USA: telespettatori 690 000 – rating 18-49 anni 0,24%[4]

## Rivelazioni
- Titolo originale: Not to Be Believed
- Diretto da: Michael Uppendahl
- Scritto da: Sarah Burgess

### Trama
Linda continua a parlare con Isikoff e alla fine gli racconta della relazione di Lewinsky con il Presidente. A Paula Jones viene offerto un accordo finanziario. La relazione tra Clinton e Lewinsky finisce.
- Guest star: Billy Eichner (Matt Drudge), Elizabeth Reaser (Kathleen Willey), Cobie Smulders (Ann Coulter), Taran Killam (Steve Jones), Rae Dawn Chong (Betty Currie), Danny Jacobs (Michael Isikoff), George Salazar (George Conway), Christopher McDonald (Bob Bennett), Kim Matula (Laura Ingraham), Judith Light (Susan Carpenter-McMillan).
- Ascolti USA: telespettatori 657 000 – rating 18-49 anni 0,20%[5]

## Al telefono
- Titolo originale: The Telephone Hour
- Diretto da: Laure de Clermont-Tonnerre
- Scritto da: Flora Birnbaum

### Trama
Nell'agosto 1997, Monica Lewinsky inizia a frequentare la Casa Bianca per offerte di lavoro nell'ala ovest, ma, la quasi assenza di posti disponibili la devasta e si sfoga sia con Clinton che con Betty Currie, la sua assistente. Anche la sua amicizia con Linda inizia a deteriorarsi, specialmente quando inizia a chiamarla per discutere di Bill; alla fine Linda confida a Lucianne Goldberg della relazione: Lucianne suggerisce a Linda di registrare le chiamate con Monica per avere delle prove concrete sulla relazione. Linda inizia a registrare ogni chiamata con Monica Lewinsky, finendo a dubitare della salute mentale di Monica. Alla fine, Monica fa visita a Vernon Jordan che le offre un lavoro a New York City e, durante un pigiama party con Linda, le rivela di un vestito blu macchiato su cui sarebbe rimasto del liquido seminale del presidente, oltre che delle sue precedenti rocambolesche storie d’amore. Tripp decide presto di portare le prove agli avvocati di Paula Jones che, in cambio, la citano in giudizio; Bill scopre infine che anche Monica è sulla lista dei testimoni.
- Guest star: Blair Underwood (Vernon Jordan), Rae Dawn Chong (Betty Currie), Danny Jacobs (Michael Isikoff), Christopher McDonald (Bob Bennett), George Salazar (George Conway), Teddy Sears (Jim Fisher), Rebecca Lowman (Marsha Scott).
- Ascolti USA: telespettatori 601 000 – rating 18-49 anni 0,15%[6]

## L'ora della verità
- Titolo originale: Do You Hear What I Hear?
- Diretto da: Laure de Clermont-Tonnerre
- Scritto da: Halley Feiffer

### Trama
Nel dicembre 1997, Lewinsky si prepara a trasferirsi a New York, ma sentendo che intende indossare l'abito blu macchiato per l'intervista, Tripp la convince a tenerlo così com’è come prova della relazione se la verità dovesse emergere. Tuttavia, durante una chiamata a tarda notte con Clinton, Lewinsky sente che è sulla lista dei testimoni per la causa di Paula e Clinton la incoraggia a cercare un consiglio legale e redigere un affidavit che lei fa, negando una relazione con Clinton. Dopo aver scoperto che Linda è stato citata in giudizio, la loro amicizia si sgretola presto quando Lewinsky la convince a mentire sulla sua relazione con Bill e temendo le conseguenze, Linda consegna i nastri al suo avvocato che rivela che potrebbe essere condannata per aver registrato le chiamate poiché è un crimine nel Maryland. Lucianne rivela presto la conoscenza dei nastri a Kenneth Starr e alla sua squadra dell'accusa che, organizza con Linda di indossare un microfono ad un pranzo con Monica, la quale sospetta che la sua amica abbia registrato la conversazione quando inizia a comportarsi in modo strano, anche controllando la sua borsa. Alla fine, la squadra di Starr ottiene una confessione da Lewinsky dell'assistenza di Vernon Jordan nel suo lavoro a New York e di aver commesso spergiuro nel suo affidavit.
- Guest star: Colin Hanks (Mike Emmick), Blair Underwood (Vernon Jordan), Darren Goldstein (Jackie Bennett), Dan Bakkedahl (Kenneth Starr), Rae Dawn Chong (Betty Currie), Christopher McDonald (Bob Bennett), George Salazar (George Conway), Chris Riggi (Jake Tapper), Jeannetta Arnette (Delmer Lee Corbin), TJ Thyne (Kirby Behre), Tim Martin Gleason (Mitchell Ettinger), Morgan Peter Brown (Paul Rosenzweig), Teddy Sears (James A. Fisher), Kara Luiz (Beverly Lambert), Ashlie Atkinson (Juanita Broaddrick), Lindsey Broad (Karin Immergut), Judith Light (Susan Carpenter-McMillan).
- Ascolti USA: telespettatori 535 000 – rating 18-49 anni 0,16%[7]

## Atto di forza
- Titolo originale: Man Handled
- Diretto da: Ryan Murphy
- Scritto da: Sarah Burgess

### Trama
Tornando alla scena di apertura, nel gennaio 1998, Monica si confronta con Linda e gli agenti dell'FBI che la scortano in una suite d'albergo per essere intervistata dagli agenti e dai membri dello staff di Kenneth Starr. Lì scopre di dover affrontare un totale di 28 anni di reclusione per aver commesso reati legati allo spergiuro, inclusa la presentazione di una falsa dichiarazione, ma si rifiuta di collaborare con le indagini quando scopre che, così facendo, avrebbe dovuto rivelare la relazione e le registrazioni telefoniche con Clinton, Betty e Vernon Jordan. Inoltre, Monica è inorridita quando scopre l'inganno e il tradimento di Linda nel registrare le loro discussioni e chiede di chiamare il suo avvocato e la madre, cosa che è scoraggiata a fare, poiché Clinton dovrebbe testimoniare la mattina seguente. Monica viene a sapere che anche sua madre potrebbe essere perseguita legalmente; sua madre decide presto di lasciare New York per Washington per stare con Monica. Suo padre assume Bill Ginsberg, un avvocato di famiglia per rappresentarla. La madre di Monica arriva a tarda notte; e su consiglio di Ginsberg, le viene detto di lasciare la stanza, cosa che fa con sua madre dopo che la squadra non è in grado di scrivere che Monica riceverà la piena immunità per la sua testimonianza.
- Guest star: Colin Hanks (Mike Emmick), Mira Sorvino (Marcia Kaye Vilensky), Fred Melamed (William H. Ginsburg), Dan Bakkedahl (Kenneth Starr), Cobie Smulders (Ann Coulter), Darren Goldstein (Jackie Bennett), George Salazar (George Conway), Rob Brownstein (Bernard Lewinsky), Teddy Sears (Jim Fisher).
- Ascolti USA: telespettatori 554 000 – rating 18-49 anni 0,15%[8]

## La diffamazione di Monica Lewinsky
- Titolo originale: The Assassination of Monica Lewinsky
- Diretto da: Michael Uppendahl
- Scritto da: Sarah Burgess, Flora Birnbaum e Daniel Pearle

### Trama
La mattina dopo il confronto di Monica Lewinsky con l'FBI, Clinton viene portato a testimoniare dove nega di aver molestato sessualmente Paula Jones e Kathleen Willey, negando anche la sua relazione con Monica. Poco dopo, racconta la storia a Hillary ma nega qualsiasi coinvolgimento sentimentale con Monica. La storia della vicenda viene trasmessa dalla televisione nazionale e sia Monica che Linda Tripp sono soggetti al controllo dei media: Monica viene definita come una stalker ossessionata da Clinton, mentre Linda come cattiva per le registrazioni delle conversazioni con la giovane. Monica e sua madre vengono trattenute al Watergate mentre i media assalgono l'edificio mentre Lewinsky e Ginsberg, il suo avvocato, firmano un accordo con la squadra di Kenneth Starr per l'immunità in cambio della testimonianza della ragazza. Tuttavia, dopo aver scoperto che Ginsberg è apparso sui notiziari per deviare il ruolo di Lewinsky nella relazione, Starr si rifiuta di firmare l'accordo per concederle l'immunità. Monica ha il cuore spezzato quando Bill Clinton, durante una conferenza stampa con Hillary, nega la relazione tra i due.
- Guest star: Colin Hanks (Mike Emmick), Mira Sorvino (Marcia Kaye Vilensky), Fred Melamed (William H. Ginsburg), Dan Bakkedahl (Kenneth Starr), Billy Eichner (Matt Drudge), Taran Killam (Steve Jones), Darren Goldstein (Jackie Bennett), Rae Dawn Chong (Betty Currie), Danny Jacobs (Michael Isikoff), Christopher McDonald (Bob Bennett), Scott Michael Morgan (Mike McCurry), Patrick Fischler (Sidney Blumenthal), Tim Martin Gleason (Mitchell Ettinger), Teddy Sears (James A. Fisher), Stewart Skelton (Jim Lehrer), Victoria Blade (), Brent Sexton (Dick Morris), Judith Light (Susan Carpenter-McMillan).
- Ascolti USA: telespettatori 613 000 – rating 18-49 anni 0,16%[9]

## Resta accanto al tuo uomo
- Titolo originale: Stand By Your Man
- Diretto da: Rachel Morrison
- Scritto da: Flora Birnbaum

### Trama
Nel 1992, Gennifer Flowers affermò pubblicamente di aver avuto una relazione con Bill Clinton per oltre 12 anni. Bill e Hillary concedono un'intervista a “60 Minutes” per contestare le affermazioni; l'intervista aumenta la popolarità del presidente, ma il comportamento di Hillary è pesantemente criticato.
Nel gennaio 1998, Hillary viene intervistata a “The Today Show” sullo scandalo Lewinsky e afferma che una "vasta cospirazione di destra" sta tentando di sabotare la presidenza di suo marito. Intanto, Ken Starr minaccia di incriminare Monica a meno che non collabori con le indagini. Ginsburg viene licenziato e Monica fa un patto per testimoniare in cambio della sua immunità. Dopo l'attentato alle due ambasciate, Bill ordina un attacco di rappresaglia contro i beni di Osama Bin Laden. In seguito, viene a sapere che Starr intende citarlo in giudizio e rivela a Hillary che ha mentito sulla sua relazione con Lewinsky. Hillary; furiosa, lo respinge. Bill dà una deposizione registrata alla squadra di Starr di fronte al Grand Jury, dove nega di nuovo di aver avuto "relazioni sessuali" con Monica Lewinsky, ma ammette di aver avuto una "relazione fisica impropria". Più tardi quella notte, in un discorso televisivo alla nazione, confessa di aver mentito sulla vera natura della sua relazione con Monica. I Clinton lasciano Washington per festeggiare il compleanno di Bill a Martha's Vineyard, ma Hillary e Chelsea si rifiutano di parlargli. Più tardi Bill supplica Hillary di perdonarlo. Lei lo rimprovera per le sue continue bugie e per aver sottoposto la loro famiglia a molteplici scandali, nonostante è costretta a difenderlo pubblicamente. Il giorno dopo, Bill torna a Washington e apprende che l’attacco contro Bin Laden è fallito.
- Guest star: Colin Hanks (Mike Emmick), Mira Sorvino (Marcia Kaye Vilensky), Blair Underwood (Vernon Jordan), Fred Melamed (William H. Ginsburg), Dan Bakkedahl (Kenneth Starr), Darren Goldstein (Jackie Bennett), Rae Dawn Chong (Betty Currie), Rob Brownstein (Bernard Lewinsky), Christopher McDonald (Bob Bennett), Scott Michael Morgan (Mike McCurry), Patrick Fischler (Sidney Blumenthal), George H. Xanthis (George Stephanopoulos), Morgan Peter Brown (Paul Rosenzweig), Joseph Mazzello (Paul Begala), Christopher May (Steve Kroft), Peter Oldring (David E. Kendall), Diahnna Nicole Baxter (Ann Jordan).
- Ascolti USA: telespettatori 622 000 – rating 18-49 anni 0,16%[10]

## Il gran giurì
- Titolo originale: The Grand Jury
- Diretto da: Rachel Morrison
- Scritto da: Sarah Burgess

### Trama
Monica testimonia davanti al grand jury dove è costantemente imbarazzata per la sua relazione con il presidente e viene sottoposta a dure domande soprattutto sulla sua intenzione di arrivare a Washington per iniziare una relazione con un uomo sposato. Presto chiede a Emmick di lasciare la stanza quando le viene chiesto degli eventi del gennaio 1998, quando fu trattenuta dagli agenti nella camera d'albergo. Quando racconta quel giorno, in lacrime, convince il grand jury a incolparla e conclude la sua testimonianza con "Odio Linda Tripp". 
Nel frattempo, a causa dell'attenzione negativa della stampa, Linda si nasconde in un hotel e quando appare davanti al gran giurì, viene attaccata per la sua slealtà nei confronti di Monica nel registrare le sue conversazioni; specialmente quando ipotizza che i Clinton potrebbero essere stati dietro la morte di Vince Foster.
Paula Jones si sottopone ad un intervento chirurgico al naso, tuttavia, quando scopre che il suo caso è stato accantonato, litiga con Steve e rompe con lui dopo che lui implica che è andata nella stanza di Clinton per fare sesso con lui. Starr ottiene con successo un nastro di Monica in cui ammette che il presidente l'ha eccitata e accusa Clinton di spergiuro e ostruzione alla giustizia.
- Guest star: Colin Hanks (Mike Emmick), Mira Sorvino (Marcia Kaye Vilensky), Dan Bakkedahl (Kenneth Starr), Darren Goldstein (Jackie Bennett), Rae Dawn Chong (Betty Currie), Taran Killam (Steve Jones), Ashlie Atkinson (Juanita Broaddrick), Scott Michael Morgan (Mike McCurry), Patrick Fischler (Sidney Blumenthal), Joseph Mazzello (Paul Begala), Lindsey Broad (Karin Immergut), Christopher Redman (Anthony Zaccagnini), Judith Light (Susan Carpenter-McMillan).
- Ascolti USA: telespettatori 590 000 – rating 18-49 anni 0,17%[11]

## La resa dei conti
- Titolo originale: The Wilderness
- Diretto da: Michael Uppendahl
- Scritto da: Flora Birnbaum

### Trama
Nel settembre 1998 viene pubblicato lo Starr Report, con i media che commentano costantemente la relazione tra Clinton e Monica Lewinsky. Due mesi dopo, durante il tentativo di intentare una causa contro il Pentagono, Linda Tripp scopre che sarà incriminata nel Maryland per le registrazioni telefoniche poiché non ha l'immunità statale. Monica è sgomentata dopo aver appreso che i nastri delle registrazioni sono stati rilasciati. Paula Jones, nel disperato tentativo di pagare le sue spese legali, accetta un'offerta per posare per Penthouse, nota rivista adulta per uomini, deludendo coloro che supportavano la sua causa. La Camera dei Rappresentanti vota per mettere sotto accusa Clinton quando vengono scoperte le accuse di stupro di Juanita Broderick, ma il Senato lo assolve. La biografia di Monica Lewinsky sulla vicenda viene pubblicata e incontra una risposta estremamente favorevole, mentre Linda Tripp cerca di andare avanti, sostenendo ancora che ha cercato di salvare Monica dal Presidente.
- Guest star: Colin Hanks (Mike Emmick), Mira Sorvino (Marcia Kaye Vilensky), Dan Bakkedahl (Kenneth Starr), Billy Eichner (Matt Drudge), Cobie Smulders (Ann Coulter), Darren Goldstein (Jackie Bennett), Rae Dawn Chong (Betty Currie), Ashlie Atkinson (Juanita Broaddrick), Sarah Catherine Hook (Catherine Allday Davis), George Salazar (George Conway), Rob Brownstein (Bernard Lewinsky), Scott Michael Morgan (Mike McCurry), Patrick Fischler (Sidney Blumenthal), Jeannetta Arnette (Delmer Lee Corbin), Morgan Peter Brown (Paul Rosenzweig), Joseph Mazzello (Paul Begala), Lindsey Broad (Karin Immergut), Peter Oldring (David E. Kendall), Christopher Redman (Anthony Zaccagnini), Amy Pietz (Lisa Myers), Dan Pfau (Collins), Judith Light (Susan Carpenter-McMillan).
- Ascolti USA: telespettatori 539 000 – rating 18-49 anni 0,15%[12]